# Jan Streng
Jan Streng (1944) is een Nederlands politicus van de VVD.
In 2001 volgde hij zijn partijgenote  E. Korthuis-Elion op als gedeputeerde bij de Provinciale Staten van Utrecht. Hij beheerde in die functie onder meer ruimtelijke ontwikkeling, personeel en Agenda 2010-projecten toen hij in mei 2004 benoemd werd tot waarnemend burgemeester van Abcoude. Deze waarneming duurde tot 1 januari 2011 toen de gemeente Abcoude heringedeeld werd met de gemeente De Ronde Venen.